# 車站商場
車站商場（英語：Station Mall）是加拿大安大略省蘇聖瑪麗的一座購物中心，有97間商鋪及555,000平方英尺（51,600平方）的零售空間，是安大略省北部第二大購物中心，面積僅次於大瑟比利的新瑟比利中心。該購物中心建於1973年，此後經歷了兩次重大擴建。其主要租戶包括佔地52,000平方英尺（4,800平方）的銀河電影院。購物中心位於蘇聖瑪麗市中心的湖濱，距離通往美國的蘇聖瑪麗國際大橋大約五分鐘路程。火車蘇聖瑪麗站位於商場的停車場。